# ソマリランド関係記事の一覧
ソマリランド関係記事の一覧（ソマリランドかんけいきじのいちらん）は、ソマリランド国（1960年独立）及びソマリランド共和国（1991年再独立宣言）に関係する記事の一覧である。独立前の関係記事も取り扱う。

## ソマリランド関係記事
50音順に配列されている。

### あ行
- アデン湾（湾）
- アフメッド・シランヨ（政治家）
- アフリカ（大陸）
- アフリカの角（半島）
- アフリカの角食糧危機（気候変動）
- アラビア語（言語）
- イサック（氏族）
- イスラーム（宗教）
- イブラヒム・エガル（大統領）
- イギリス領ソマリランド（植民地）
- 英語（言語）

### か行
- 国民和解のための大会議（ボロマ会議、長老会議）

### さ行
- サッカーソマリランド代表（サッカーナショナルチーム）
- スンナ派（宗教）
- 正義開発党（政党）
- ゼイラ（都市）
- ソマリ語（言語）
- ソマリ族（民族）
- ソマリア（国）
- ソマリア内戦（戦争）
- ソマリ国民運動（政党）
- ソマリランド（国）
- ソマリランド銀行（銀行）
- ソマリランドの国章（国章）
- ソマリランドの国旗（国旗）
- ソマリランドの空港の一覧（空港の一覧）
- ソマリランドの在外公館の一覧（在外公館の一覧）
- ソマリランドの大学一覧（大学の一覧）
- ソマリランドの大統領一覧（大統領の一覧）
- ソマリランドの政党一覧（政党の一覧）
- ソマリランドの行政区画（行政区画の一覧）
- ソマリランド・シリング （通貨）

### た行
- ダヒル・リヤレ・カヒン（大統領）
- 統一人民民主党（政党）
- 独立主張のある地域一覧（地域の一覧）

### な行
- ノースランド国（国）

### は行
- ハルゲイサ（都市）
- ハルゲイサ国際空港（空港）
- ハルゲイサ大学（大学）
- 東アフリカ（地域）
- ブラオ（都市）
- ブラオ空港（空港）
- プントランド（国）
- プントランド・ソマリランド紛争（戦争）
- 平和統一開発党（政党）
- ベルベラ（都市）

### ま行
- マーヒル（国）

### や・ら・わ行
- ラス・アノド（都市）